# OFKスロガ・ゴルニェ・ツルニェロヴォ
OFKスロガ・ゴルニェ・ツルニェロヴォ（OFK Sloga Gornje Crnjelovo）は、ボスニア・ヘルツェゴビナのスルプスカ共和国ツルニェロヴォ・ゴルニェをホームタウンとするサッカークラブである。

## 歴史
1961年に創設された。
1992年にボスニア・ヘルツェゴビナ紛争の影響で活動を停止したが、1999年にスルプスカ共和国サッカー連盟の支援を受けて大会に参加した。
2003年にドルガ・リーガRSに初昇格して3シーズンを過ごした。
2006-07シーズン終了後にスロガ・ユナイテド・ビイェリナと合併して事実上消滅したが、2010年に再創設され、スルプスカ共和国6部のドルガ・オプシュティンスカ・リーガ・ビイェリナ（ビイェリナ市2部リーグ）に参加した。
2013-14シーズンにドルガ・オプシュティンスカ・リーガ・ビイェリナ・東地域で優勝すると、5シーズン連続でタイトルを獲得して昇格を続けた。2014-15シーズンにプルヴァ・オプシュティンスカ・リーガ・ビイェリナ・東地域で優勝、2015-16シーズンにチェトヴルタ・リーガ・センベリヤ地域で優勝、2016-17シーズンにレギオナルナ・リーガRS・東地域で優勝してドルガ・リーガRSに昇格した。2017-18シーズンにドルガ・リーガRS・東地域で優勝してプルヴァ・リーガRSに初昇格した。
2018-19シーズンにプルヴァ・リーガRSでボラツ・バニャ・ルカに次ぐ2位の成績を残した。同シーズンにボスニア・ヘルツェゴビナカップの準決勝に進出したが、1-4、0-5でFKサラエヴォに敗れて決勝進出を逃した。FKサラエヴォは決勝でシロキ・ブリイェグに勝利して優勝した。

## 獲得タイトル
- ドルガ・リーガRS：1回
  - 2017-18